# InDizajn s Mirjanom Mikulec
InDizajn s Mirjanom Mikulec je hrvatska lifestyle emisija koja je s prikazivanjem započela 8. travnja 2012. godine. U emisiji voditeljica Mirjana Mikulec daje savjete za uređenje interijera te govori o najnovijim trendovima u opremanju domova.

## Pregled emisije
Nova sezona emisije izlazi dva puta godišnje, obično na proljeće i na jesen. Emisija za sada broji 24 sezone, a trenutno se prikazuje nedjeljom ujutro na RTL-u.
| Sezona | Sezona | Epizode | Prvo prikazivanje   | Prvo prikazivanje   |
| Sezona | Sezona | Epizode | Premijera           | Finale              |
| ------ | ------ | ------- | ------------------- | ------------------- |
|        | 1.     | 10      | 8. travnja 2012.    | 10. lipnja 2012.    |
|        | 2.     | 10      | 8. prosinca 2012.   | 9. veljače 2013.    |
|        | 3.     | 10      | 2. srpnja 2013.     | 21. rujna 2013.     |
|        | 4.     | 10      | 22. veljače 2014.   | 25. travnja 2014.   |
|        | 5.     | 10      | 31. svibnja 2014.   | 2. kolovoza 2014.   |
|        | 6.     | 10      | 6. prosinca 2014.   | 7. veljače 2015.    |
|        | 7.     | 10      | 16. svibnja 2015.   | 18. srpnja 2015.    |
|        | 8.     | 10      | 27. rujna 2015.     | 29. studenoga 2015. |
|        | 9.     | 10      | 6. ožujka 2016.     | 8. svibnja 2016.    |
|        | 10.    | 10      | 9. listopada 2016.  | 11. prosinca 2016.  |
|        | 11.    | 10      | 12. ožujka 2017.    | 14. svibnja 2017.   |
|        | 12.    | 12      | 1. listopada 2017.  | 17. prosinca 2017.  |
|        | 13.    | 12      | 25. ožujka 2018.    | 10. lipnja 2018.    |
|        | 14.    | 12      | 7. listopada 2018.  | 30. prosinca 2018.  |
|        | 15.    | 12      | 31. ožujka 2019.    | 16. lipnja 2019.    |
|        | 16.    | 12      | 13. listopada 2019. | 29. prosinca 2019.  |
|        | 17.    | 12      | 12. travnja 2020.   | 28. lipnja 2020.    |
|        | 18.    | 12      | 27. rujna 2020.     | 13. prosinca 2020.  |
|        | 19.    | 12      | 14. travnja 2021.   | 30. svibnja 2021.   |
|        | 20.    | 12      | 26. rujna 2021.     | 18. prosinca 2021.  |
|        | 21.    | 12      | 20. ožujka 2022.    | 4. lipnja 2022.     |
|        | 22.    | 12      | 25. rujna 2022.     | 11. prosinca 2022.  |
|        | 23.    | 12      | 19. ožujka 2023.    | 11. lipnja 2023.    |
|        | 24.    | 13      | 1. listopada 2023.  | 17. prosinca 2023.  |

## Vanjske poveznice
- Službena stranica na rtl.hr
- Službena stranica na Instagramu
- Službena stranica na Facebooku
- Službeni kanal na YouTubeu